# طوني فـان دير ليندن
طوني فـان دير ليندن (بالهولندية: Tonny van der Linden)‏ هو لاعب كرة قدم هولندي في مركز الهجوم، ولد في 29 نوفمبر 1932 في Zuilen ‏ في هولندا، وتوفي في 23 يونيو 2017 في فيانن في هولندا. شارك مع منتخب هولندا لكرة القدم. أما مع النوادي، فقد لعب مع في في دوس.

## وصلات خارجية
- طوني فـان دير ليندن على موقع الاتحاد الأوربي (الإنجليزية)
- طوني فـان دير ليندن على موقع قاعدة بيانات كرة القدم.إي يو (الإنجليزية)
- طوني فـان دير ليندن على موقع ناشيونال فوتبول تيمز (الإنجليزية)